# Gyöngyfa
Gyöngyfa es un pueblo ubicado en el distrito de Szentlőrinc, en el condado de Baranya, Hungría.

## Superficie
Posee una superficie de 8,780 kilómetros cuadrados.

## Demografía
Hasta 2019 la población era de 128 habitantes, con una densidad de población de 14,58 habitantes por kilómetro cuadrado.